# Antonin Magne
Antonin Magne (15 de fevereiro de 1904, Ytrac – 8 de setembro de 1983, Arcachon) foi um ciclista francês. Foi o vencedor do Tour de France em 1931 e 1934 .

## Classificação geral - Grand Tour
|                      | 1927 | 1928 | 1929 | 1930 | 1931 | 1932 | 1933 | 1934 | 1935  | 1936 | 1937 | 1938 |
| Giro d'Italia        | DNE  | DNE  | DNE  | DNE  | DNE  | 34   | DNE  | DNE  | DNE   | DNE  | DNE  | DNE  |
| Etapas vencidas      | —    | —    | —    | —    | —    | 0    | —    | —    | —     | —    | —    | —    |
| Escalada de montanha | N/A  | N/A  | N/A  | N/A  | N/A  | N/A  | —    | —    | —     | —    | —    | —    |
| Tour de France       | 6    | 6    | 7    | 3    | 1    | DNE  | 8    | 1    | DNF-7 | 2    | DNE  | 8    |
| Etapas vencidas      | 1    | 2    | 0    | 1    | 1    | —    | 0    | 2    | 0     | 1    | —    | 2    |
| Escalada de montanha | N/A  | N/A  | N/A  | N/A  | N/A  | N/A  | 2    | 6    | NR    | 5    | NR   | NR   |
| Vuelta a España      | N/A  | N/A  | N/A  | N/A  | N/A  | N/A  | N/A  | N/A  | DNE   | DNE  | N/A  | N/A  |
| Etapas vencidas      | N/A  | N/A  | N/A  | N/A  | N/A  | N/A  | N/A  | N/A  | —     | —    | N/A  | N/A  |
| Escalada de montanha | N/A  | N/A  | N/A  | N/A  | N/A  | N/A  | N/A  | N/A  | —     | —    | N/A  | N/A  |

| 1     | Vencedor                            |
| 2–3   | Top 3 finalista                     |
| 4–10  | Top 10 finalista                    |
| 11–   | Outras classificações               |
| DNE   | Não participou                      |
| DNF-x | Não terminou (abandonou na etapa x) |
| DNS-x | Não largou (não largou na etapa x)  |
| DSQ   | Desclassificado                     |
| N/A   | Corrida/sem classificação           |
| NR    | Não relacionado na classificação    |